# Peraclistus oophagus
Peraclistus oophagus är en plattmaskart som först beskrevs av Friedmann 1924., och fick sitt nu gällande namn av Ernst Marcus 1950. Peraclistus oophagus ingår i släktet Peraclistus och familjen Monocelididae. Inga underarter finns listade i Catalogue of Life.